# Guillemette de Sarrebruck
Guillemette de Sarrebruck, född 1490, död 1571, var en fransk hovfunktionär.
Guillemette de Sarrebruck var dotter till Robert II de Sarrebruck-Commercy och Marie d'Amboise. 
Hon gifte sig med Robert III de La Marck och blev mor till Robert IV de La Marck.  
Hon ärvde år 1525 grevskapet de Braine efter sin bror, och var därefter känd som grevinnan de Braine. 
Hon var hovdam till Frankrikes drottning Anna av Bretagne. 
Hon utnämndes till guvernant till Frans I av Frankrike:s och Claude av Bretagnes barn. 
Hon var  själva verket gouvernante de mesdames filles de france, det vill säga underställd huvudguvernanten Charlotte Gouffier de Boisy med speciellt ansvar för "Mesdames", det vill säga prinsessorna.
Hon var hovdam till drottning Eleonora och drottning Katarina av Medici. 
Hon var slutligen överhovmästarinna till Frankrikes drottning Maria Stuart 1560-1561. Hennes utnämning dröjde till året efter denna blev drottning eftersom drottningens mor försökte få en skotska utsedd till uppgiften. När Maria Stuart återvände till Skottland valde hon att stanna i Frankrike.   